# Tumiyang (Pekuncen)
Tumiyang is een bestuurslaag in het regentschap Banyumas van de provincie Midden-Java, Indonesië. Tumiyang telt 4557 inwoners (volkstelling 2010).